# Wofi

Wofi est une série de Bande dessinée franco-belge humoristique apparue dans le magazine Spirou et dont l'auteur est Albert Blesteau.

Titre de la série dans le Journal de Spirou.

## Synopsis
Wofi est un chien qui vit dans un univers où les habitants sont des animaux anthropomorphes.

## Personnages
- Wofi, héros de la série, gentil et maladroit.
- Cléo, elle mène la vie dure à Wofi avec toutes ses remarques désobligeantes et ses caprices. On ne connaît pas sa relation exacte avec Wofi.
- Gros Lulu, meilleur ami de Wofi, compense sa bêtise par sa force.
- Le docteur Placebo, antithèse de Gros Lulu. Myope.
- Capitaine Caporn, vieux loup de mer. Apparaît dans le tome 2.

## Albums
Éditions Dupuis :
- 1981 : Fables et attrapes – Wofi hérite d'une ferme en ruine, mais ses voisins cherchent à l'en chasser. C'est parce que, illettrés, ils ont mal compris une fable de Jean de La Fontaine et croient y trouver un trésor.
- 1982 : L'escadrille des becs jaunes

Éditions MC Productions
- 1989 : Le clan des dix doigts. Wofi et ses amis découvrent l'existence d'humains, survivants du monde de jadis.

Editions La vache qui médite :
- 2011 : On va s'éclater ! (tome 0, recueil de gags)
- 2012 : Wofi prend le maquis
- 2013 : Wofi contre Krocodilos

## Publication
La série a été publiée dans le journal de Spirou entre 1976 et 1987.